# Meridià 40 a l'oest
El meridià 40 a l'oest de Greenwich és una línia de longitud que s'estén des del pol Nord travessant l'oceà Àrtic, Groenlàndia, Amèrica del Sud, l'oceà Atlàntic, l'oceà Antàrtic, i l'Antàrtida fins al pol Sud.
El meridià 40 a l'oest forma un cercle màxim amb el meridià 140 a l'est. Com tots els altres meridians, la seva longitud correspon a una semicircumferència terrestre, uns 20.003,932 km. Al nivell de l'Equador, és a una distància del meridià de Greenwich de 4.453 km.

## De Pol a Pol
Començant en el pol Nord i dirigint-se cap al pol Sud, aquest meridià travessa:
| Coordenades                             | País, territori o mar | Notes |
| --------------------------------------- | --------------------- | --- |
| 90° 0′ N, 40° 0′ O / 90.000°N,40.000°O  | Oceà Àrtic            | |
| 83° 39′ N, 40° 0′ O / 83.650°N,40.000°O | Mar de Lincoln        | |
| 83° 18′ N, 40° 0′ O / 83.300°N,40.000°O | Groenlàndia           | |
| 65° 1′ N, 40° 0′ O / 65.017°N,40.000°O  | Oceà Atlàntic         | |
| 2° 50′ S, 40° 0′ O / 2.833°S,40.000°O   | Brasil                | Ceará Pernambuco — des de 7° 22′ S, 40° 0′ O / 7.367°S,40.000°O estat de Bahia — des de 9° 3′ S, 40° 0′ O / 9.050°S,40.000°O Minas Gerais — des de 15° 59′ S, 40° 0′ O / 15.983°S,40.000°O Bahia — des de 16° 21′ S, 40° 0′ O / 16.350°S,40.000°O Espírito Santo — des de 18° 7′ S, 40° 0′ O / 18.117°S,40.000°O |
| 19° 46′ S, 40° 0′ O / 19.767°S,40.000°O | Oceà Atlàntic         | |
| 60° 0′ S, 40° 0′ O / 60.000°S,40.000°O  | Oceà Antàrtic         | |
| 77° 35′ S, 40° 0′ O / 77.583°S,40.000°O | Antàrtida             | Antàrtida Argentina, reclamat per Argentina · Territori Antàrtic Britànic, reclamat per Regne Unit |